# Brett Dier
Pour les articles homonymes, voir Dier.
Brett Jordan Dier, né le 14 février 1990 à London (Ontario), est un acteur canadien.
Il est surtout connu pour ses rôles récurrents dans les séries télévisées Ravenswood (2013–2014) et Jane The Virgin (2014-2019).

## Biographie

### Jeunesse et formation
Brett Dier est né à London en Ontario le 14 février 1990. Sa mère et son père, Samantha et Patrik Dier, étaient propriétaires d'une maison de production. Dès son enfance, il était plongé dans le cinéma avec sa grande sœur, Sasha Dier qui est actrice et son frère cadet, musicien. Très jeune, il apprend à jouer du piano et de la guitare. Il apprend sur le tas et a aussi des connaissances en break dance[Quoi ?]. Au lycée, il rejoindra même un groupe de jazz. Plus jeune, il aspirait à devenir musicien puis a découvert qu'il pouvait être bon en tant qu'acteur.

### Carrière
En 2006, il apparaît à la télé pour la première fois dans le film Family in hiding, y interprétant Matt Peterson. L'année suivante, il joue Jake le temps d'un épisode pour la série Kaya.
En mai 2013, il rejoint le casting principal de la série Ravenswood, la série dérivée de Pretty Little Liars dans le rôle de Luke Matheson, aux côtés de Nicole Anderson, Tyler Blackburn et Haley Lu Richardson. La série est diffusée entre le 22 octobre 2013 et le 4 février 2014 sur ABC Family.

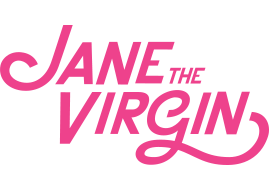
Logo de la série télévisée Jane the Virgin.

En mars 2014, il rejoint le casting principal de la série télévisée Jane The Virgin dans le rôle de Michael Cordero Jr. le fiancé de Jane incarnée par Gina Rodriguez. Cette série comique et déjantée est adaptée d'une telenovela vénézuélienne, Juana la Virgen, qui met en scène la vie torturée de Jane Villanueva, une jeune femme qui subit, par accident, une insémination artificielle et doit alors gérer cette grossesse imprévue. La série est diffusée depuis le 13 octobre 2014 sur la The CW. Elle est la première série du réseau The CW Television Network à être récompensé deux fois d'un Golden Globes.
En 2018, il est à l'affiche du film The New Romantic, écrit et réalisé par Carly Stone avec Jessica Barden, Hayley Law et Camila Mendes.
En 2020, il sera à l'affiche du film After Yang écrit et réalisé par Kogonada aux côtés de Colin Farrell, Haley Lu Richardson, Jodie Turner-Smith et Clifton Collins Jr.. Le film est adapté d'après la nouvelle d'Alexander Weinstein, Saying Goodbye to Yang, parue en 2016.

### Vie privée
Depuis 2012, il est en couple avec l'actrice Haley Lu Richardson. Ils se sont fiancés en mars 2019. Haley a annoncé en 2022 qu'ils étaient séparés depuis 2020.

## Filmographie
Sauf indication contraire, les informations mentionnées dans cette section peuvent être confirmées par la base de données cinématographiques IMDb,  présente dans la section « Liens externes ».

### Cinéma
- 2007 : Bataille à Seattle : Protestant #2
- 2010 : Serial Killer Clown: Ce cher Mr Gacy : Marcus
- 2010 : Journal d'un Dégonflé : Breakdancer
- 2013 : Barbie : Rêve de danseuse étoile : Dillon / Prince Seigfried
- 2014 : Grace : Brad
- 2014 : Poker Night : Nouveau détective
- 2014 : Projet 666 : Brad
- 2018 : Snapshots : Zee
- 2018 : The New Romantic : Jacob
- 2018 : Genèse : Todd
- 2019 : Five Feet Apart de Justin Baldoni : un infirmier (cameo, non crédité)
- 2022 : After Yang de Kogonada : Aaron
- 2023 : Mon père et moi (About My Father) de Laura Terruso

### Télévision

#### Téléfilms
- 2006 : Une famille en cavale : Matt Peterson
- 2006 : Une vie pour se reconstruire : Bradley
- 2007 : L'Intuition d'une mère : Kevin Janzen
- 2008 : Every Second Counts : Caden
- 2009 : Phantom Racer : Taz
- 2010 : Tempête de météorites : Jason Young
- 2010 : Goblin : Matt
- 2010 : Vivre sa vie : Marshall
- 2011 : La loi de Goodnight : Clerk (jeune)
- 2011 : Ghost Storm : Rob
- 2011 : Mega Cyclone : Will Newmar
- 2013 : Mighty Mighty Monsters in Halloween Havoc : Jacob (voix)
- 2013 : Mighty Mighty Monsters in New Fears Eve : Jacob (voix)
- 2013 : Les cœurs patients (The Wedding Chapel) : Larry (jeune)
- 2014 : Initiation mortelle : Brian
- 2018 : History of Them : Adam

#### Séries télévisées
- 2007 : Kaya : Jake (1 épisode)
- 2007 : Aliens in America : Junior #1 (1 épisode)
- 2008 : Smallville : Clark Kent (1 épisode)
- 2008 : Fear Itself : Derek Edlund (1 épisode)
- 2009 : The Troop : Richard (1 épisode)
- 2010 : Supernatural : Dylan (1 épisode)
- 2010 : V : James May (1 épisode)
- 2011 : Shattered : Jonah Simms (1 épisode)
- 2011 : Endgame : Kitch Huxley (1 épisode)
- 2011 : Flashpoint : Jaime Dee (1 épisode)
- 2011–2013 : Mr. Young : Hutch (7 épisodes)
- 2012 : Blackstone : Jake (1 épisode)
- 2012 : The Secret Circle : Kyle (1 épisode)
- 2012 : The L.A. Complex : Brandon Kelly (7 épisodes)
- 2013 : Dr Emily Owens : Henry (1 épisode)
- 2013 : Bomb Girls : Gene Corbett (4 épisodes)
- 2013 : Pretty Little Liars : Luke Matheson (saison 4, épisode 13)
- 2013–2014 : Ravenswood : Luke Matheson (rôle principal - 10 épisodes)
- 2014-2019 : Jane the Virgin : Michael Cordero Jr. (rôle principal - 64 épisodes)
- 2015 : Backstrom : Archie Danforth (1 épisode)
- 2019 : Schooled : C.B. (rôle principal - 21 épisodes)

## Distinctions
Sauf indication contraire, les informations mentionnées dans cette section peuvent être confirmées par la base de données cinématographiques IMDb,  présente dans la section « Liens externes ».
| Année | Prix              | Catégorie                                        | Nomination | Résultat   |
| ----- | ----------------- | ------------------------------------------------ | ---------- | ---------- |
| 2011  | UBCP/ACTRA Awards | Meilleur nouveau venu                            | Flashpoint | Nomination |
| 2012  | UBCP/ACTRA Awards | Meilleur nouveau venu                            | Flashpoint | Nomination |
| 2014  | Leo Awards        | Meilleur acteur invité dans une série dramatique | Bomb Girls | Nomination |

## Voix françaises
En France, Brett Dier n'a pas de voix régulière, plusieurs comédiens se sont succédé pour le doubler.
En France
- Aurélien Raynal[12] dans :
  - Fresh
  - Mon père et moi
- Fabien Gravillon dans Supernatural[12] (série télévisée)
- Benoît Du Pac dans Super Storm : La Tornade de l'Apocalypse[12]
- Taric Mehani dans The L.A. Complex[12] (série télévisée)
- Pierre Lognay (Belgique) dans Barbie : Rêve de danseuse étoile (voix)
- Donald Reignoux dans Initiation mortelle[12] (téléfilm)
- Adrien Larmande dans Jane the Virgin[12] (série télévisée)
- Damien Laquet dans After Yang

Au Québec